# Pouvoir rotatoire
Le pouvoir rotatoire, est l'angle de déviation du plan de polarisation d'une lumière polarisée rectilignement, pour un observateur situé en face du faisceau incident. Il est lié à l'activité optique ou biréfringence circulaire, qui est la propriété qu'ont certains milieux (optiquement actifs) de faire tourner le vecteur d'un faisceau lumineux les traversant,. Parfois, par abus de langage, le terme de pouvoir rotatoire est employé à la place d'activité optique.

Les composés induisant une déviation du vecteur vers la droite (quand on fait face à la lumière) sont qualifiés de dextrogyres (ex. : saccharose). Les composés induisant une déviation du vecteur vers la gauche (quand on fait face à la lumière) sont qualifiés de lévogyres (ex. : fructose).
La rotation de la polarisation d'une lumière polarisée rectilignement fut observée au début du XIXe siècle, notamment par Jean-Baptiste Biot, avant que la nature des molécules soit comprise. Des polarimètres ont alors été utilisés pour mesurer la concentration de sucres, comme le glucose, en solution. Leur nom était même parfois associé à cet effet, comme le dextrose, qui fait tourner la polarisation vers la droite. Cette propriété fait partie de la chimie organique et de la physique ondulatoire.

## Théorie
Elle a été faite par Augustin Fresnel, dix ans après les observations de Jean-Baptiste Biot. Fresnel est surtout connu pour les expériences d'interférences, par lesquelles il a définitivement confirmé la nature ondulatoire de la lumière (après Huygens et Young). Il a aussi établi la nature transversale de l'onde lumineuse, et ses diverses polarisations, qui sont décrites dans l'article Polarisation (optique).
Fresnel a pu expliquer le pouvoir rotatoire après avoir remarqué que les deux polarisations circulaires (de sens de rotation opposés, à droite ou à gauche) sont transmises sans déformation par les milieux actifs, ayant le pouvoir rotatoire ; mais qu'elles sont transmises avec deux indices de réfraction différents {\displaystyle n_{D}} et {\displaystyle n_{G}}, c'est-à-dire deux vitesses de propagation différentes {\displaystyle c/n_{D}} et {\displaystyle c/n_{G}}.
Fresnel remarque que le champ {\displaystyle {\vec {E}}_{r}} d'une onde polarisée rectilignement est équivalent à la somme de deux champs, tournant en sens inverses l'un de l'autre, vers la droite ou vers la gauche, et dont les amplitudes sont égales à la moitié de celle du champ initial :
{\displaystyle {\vec {E}}_{r}={\vec {E}}_{D}+{\vec {E}}_{G}}
En effet les composantes de {\displaystyle {\vec {E}}_{D}} et {\displaystyle {\vec {E}}_{G}} perpendiculaires au plan de propagation de l'onde rectiligne sont toujours égales et opposées, et s'annulent donc l'une l'autre ; tandis que leurs composantes parallèles à ce plan sont toujours égales à la moitié du champ de l'onde rectiligne {\displaystyle {\vec {E}}_{r}}, et s'ajoutent donc, réalisant l'égalité vectorielle ci-dessus.
Fresnel calcule donc séparément la propagation des deux ondes circulaires, droite et gauche, avec des indices différents. À la sortie du milieu d'épaisseur L, ces deux ondes ont eu des durées de propagation différentes, et l'une est retardée par rapport à l'autre d'une durée 
{\displaystyle \Delta t=(n_{G}-n_{D})L/c} ;
et leurs sinusoïdes sont déphasées d'un angle
{\displaystyle \phi =\omega \Delta t=2\pi f\Delta t=2\pi (n_{G}-n_{D})L/\lambda }
({\displaystyle f} est la fréquence de l'onde et {\displaystyle \lambda =(c/f)} est la longueur d'onde de la lumière dans le vide). En faisant l'addition des deux champs des ondes circulaires, transmises à la sortie, on calcule une onde de polarisation rectiligne, qui a tourné autour de la direction de propagation d'un angle {\displaystyle \theta } qui est la moitié de l'angle de déphasage :
{\displaystyle \theta =\phi /2=\pi (n_{G}-n_{D})L/\lambda }.

## Origine structurale du pouvoir rotatoire
Les études effectuées au cours du XIXe siècle ont montré que le pouvoir rotatoire accompagne une structure microscopique dissymétrique du milieu concerné, dans l'arrangement des atomes pour former une molécule ou un cristal ; on parle de dissymétrie ou de chiralité soit moléculaire, soit cristalline. L'élément de base de cette structure est une figure géométrique spatiale dissymétrique, en sorte qu'elle ne soit pas superposable avec son image dans un miroir. Ces deux structures, images l'une de l'autre, mais non superposables produisent des rotations en sens opposés du champ électrique des ondes lumineuses, à condition qu'elles ne soient pas mélangées.
Lorsque ces molécules ou cristaux dissymétriques sont fabriqués dans des réactions chimiques, partant de molécules courantes et symétriques, le processus chimique, ne comportant au départ aucune dissymétrie, fabrique toujours un mélange en quantités égales des deux formes images. Ce mélange, appelé racémique, n'a aucun pouvoir rotatoire. En 1848, Pasteur a réussi, en cristallisant un racémique d'acide tartrique, à séparer les deux structures images, en triant visuellement, un par un, les petits cristaux ; et il a obtenu ainsi deux milieux distincts, ayant des pouvoirs rotatoires opposés.
Les organismes biologiques (animaux ou végétaux) sont souvent capables de produire des molécules d'une seule forme, dont on observe le pouvoir rotatoire. C'est pourquoi le pouvoir rotatoire intéresse particulièrement les biochimistes.
Remarque : on rapproche souvent la polarisation rotatoire de l'effet Faraday, effet magnéto-optique qui consiste aussi en une rotation de la polarisation rectiligne dans un milieu transparent, lorsqu'il est soumis à un champ magnétique. L'effet Faraday peut être effectivement décrit par la théorie développée ci-dessus, avec deux indices distincts {\displaystyle n_{D}} et {\displaystyle n_{G}} pour les deux polarisations circulaires, droite et gauche. Mais l'origine de la différence des indices est totalement différente entre ces deux phénomènes ; dans l'effet Faraday, elle est due à l'action du champ magnétique sur les atomes, et la théorie électromagnétique permet alors de calculer cette différence des indices.

## Utilisations
Pour une solution, son pouvoir rotatoire permet de mesurer sa concentration massique grâce à la loi de Biot :
{\displaystyle \alpha =[\alpha ]\,l\,c}
où α est le pouvoir rotatoire de la solution en degrés, [α] le pouvoir rotatoire spécifique qui dépend lui-même de la température, de la longueur d'onde utilisée et du solvant notamment (les tables donnent souvent ce pouvoir rotatoire spécifique à 20 °C et pour la longueur d'onde de la raie jaune du sodium à 589,3 nm), l la longueur de la cuvette en décimètres et c la concentration en grammes par millilitre.
En présence d'un champ magnétique, toutes les molécules ont une activité optique. Ainsi on observe une rotation de la polarisation d'une lumière traversant un milieu soumis à un champ magnétique. Cet effet Faraday est l'une des premières découvertes de lien entre la lumière et l'électromagnétisme.